# 永興郡 (甘粛省)
永興郡（えいこう-ぐん）は、中国にかつて存在した郡。現在の中華人民共和国甘粛省玉門市一帯に相当する。
西晋の恵帝の時代に酒泉郡および敦煌郡の一部に晋昌郡が設置された。五胡十六国時代になると西涼武昭王により会稽郡と広夏郡に分割された。北周が成立すると両郡は統合され晋昌郡となり、武帝の時代に永興郡と改称された。582年（大業3年）、隋朝により廃止された。

## 管轄県
- 会稽県